# Samuel Gee
Samuel Jones Gee (Londra, 13 settembre 1839 – Keswick, 3 agosto 1911) è stato un medico pediatra britannico.
Nel 1888 pubblicò la prima moderna e completa descrizione della celiachia (o malattia di Gee-Herter), teorizzando l'importanza della dieta per il suo controllo. Fu inoltre il primo a descrivere la sindrome del vomito ciclico

## Biografia
Nato a Londra, vi esercitò la propria carriera medica. Il padre, William Gee, era un uomo di affari, ma la famiglia non era ricca. Dopo i primi due anni a scuola proseguì la scuola primaria in casa e continuò gli studi presso la University College School di Londra. Studiò quindi medicina presso l'University College Hospital e si laureò nel 1861, ottenendo il dottorato nel 1865.
Inizialmente lavorò come chirurgo presso l'University College Hospital e si trasferì nel 1865 presso l'|ospedale pediatrico di Great Ormond Street (Hospital for Sick Children), presso il quale percorse i diversi gradi della carriera. Lavorò anche privatamente e presso l'ospedale San Bartolomeo, presso la cui scuola medica insegnò anatomia patologica e medicina. Tenne diversi cicli di conferenze (nel 1871 le Goulstonian Lectures, nel 1892 le Bradshaw Lectures e nel 1899 le Lumleian Lectures).
Nel 1875 si era sposato con Sarah Cooper, dalla quale ebbe due figlie. Morì improvvisamente di occlusione coronarica mentre era in vacanza in Cumbria.

## Celiachia
Samuel Gee descrisse per la prima volta in epoca moderna la celiachia in una conferenza tenuta presso l'ospedale pediatrico di Great Ormond Street nel 1887. Il suo interesse nella storia della medicina e la capacità di leggere il greco antico, lo avevano reso familiare con l'opera di Areteo di Cappadocia, che per primo aveva descritto l'affezione celiaca. Il resoconto di Gee fu pubblicato nella rivista dell'ospedale e iniziava:
Gee riprende le precedenti descrizioni della malattia e adotta gli stessi termini di Areteo. A differenza di Areteo, include i bambini e in particolare quelli tra uno e cinque anni. Nota poi che molti adulti con questa malattia sono stati all'estero. Gee ritiene la causa oscura e riferisce di non aver trovato niente di anormale nelle autopsie. Afferma che "se il paziente può essere curato, deve essere per mezzo della dieta". Riconosce che l'intolleranza al latte è un problema per i bambini celiaci e che dovrebbero essere evitati cibi ricchi di amido, proibendo il riso, il sagù, frutta e verdura e raccomandando carne macinata e fette sottili di pane tostato. Gee riferisce di aver ottenuto un particolare successo con un bambino che venne nutrito con le migliori cozze olandesi ogni giorno, sebbene il bambino non avesse potuto sostenere una simile dieta per più di una stagione.
La causa della celiachia fu in seguito riconosciuta come una reazione alla gliadina una proteina del glutine presente nei cereali. Nei pazienti l'andamento dell'intestino tenue è appiattito, interferendo con l'assorbimento degli alimenti, ma questa caratteristica non poteva essere scoperta da Gee nell'autopsia, dato che questa caratteristica scompare molto rapidamente dopo la morte. Il rimedio è una dieta priva di glutine: in realtà gli alimenti che erano stati proibiti da Gee sono invece permessi, mentre deve essere proibito il pane tostato che egli raccomandava. La malattia che descrisse negli adulti di ritorno dall'India o da altri paesi stranieri, è probabile fosse la sprue tropicale, che non venne distinta dalla celiachia, conosciuta in seguito anche come "sprue non tropicale".

## Pubblicazioni
- Voci Chicken pox (in italiano varicella), Scarlet fever (scarlattina) e Tubercular meningitis (meningite tubercolare) in John Russel Reynolds, System of Medicine, I, 1866, e II, 1868.
- Auscultation and Percussion together with Other Methods of Physical Examination of the Chest, London 1870.
- Medical lectures and aphorisms, London, 1902
- Quarantasei articoli pubblicati nella rivista St Bartholomew's Hospital Reports.